# Коукал вохристоголовий
Коука́л вохристоголовий (Centropus milo) — вид зозулеподібних птахів родини зозулевих (Cuculidae). Ендемік Соломонових Островів.

## Опис
Вохристоголовий коукал — велика, довгохвоста зозуля з міцним дзьобом і відкосно короткими крилами. Це один з найбільших представників не лише роду Коукал (Centropus), але і всієї родини зозулевих, його довжина становить 60-69 см, а вага 769 г, що більше, ніж в середньому важать зозулі-велети. Довжина крила вохристоголового коукала становить 24,5-29 см, довжина хвоста 31,2-41 см, довжина дзьоба 52-73 мм, довжина кігтя на задньому пальці 17-23 мм. У дорослих вохристоголових коукалів голова, верхня частина спини і нижня частина тіла охристі, крила, нижня частина тіла і хвіст чорні, блискучі. У представників підвиду C. m. albidiventris верхня частина тіа світліша, білувато-охриста. Райдужки червоні або червонувато-карі, дзьоб і лапи темно-сірі або чорні, ступні синювато-чорні. У молодих вохристоголових коукалів крила і хвіст рудувато-коричневі, поцятковані чорними горизонтальними смугами, як у алопатричного смугастохвостого коукала. Решта оперення у молодих птахів коричнева, поцяткована чорними плямами, райдужки сірувато-карі, дзьоб зверху коричневий, знизу блідо-роговий, лапи сизі. Вохристоголові коукали видають різноманітні скрипучі звуки, трістотіння, хрипи і воркування.

## Підвиди
Виділяють два підвиди:
- C. m. albidiventris Rothschild, 1904 — острови архіпелагу Нової Джорджії[en];
- C. m. milo Gould, 1856 — острова Гуадалканал і Нггела.

## Поширення і екологія
Вохристоголові коукали живуть у вологих рівнинних і гірських тропічних лісах, у вологих і сухих чагарникових заростях, на плантаціях і в садах. Вони ведуть переважно наземний спосіб життя. Живляться богомолами, кониками, жуками, лялечками комах і великими багатоніжками.